# Melissa Gonzalez
Melissa Gonzalez, född 24 juni 1994, är en friidrottare från Colombia. Hon deltog vid olympiska sommarspelen 2020.